# Øystein Haraldsson
Øystein Haraldsson (født ca. 1125, død 21. august 1157) var konge af Norge fra ca. 1142 til sin død.
Han var søn af kong Harald Gille og en skotsk-gælisk kvinde, Biadoc eller Bethoc (norrønt Bjaðok) (ca. 1103–ca. 1142). Øystein blev indsat som konge i 1142 sammen med sine halvbrødre Sigurd Munn og Inge Krogryg. Han var gift med Ragna Nikolasdatter, datter af Nikolas Måse. Sagaerne omtaler Øystein som egoistisk og pengegrisk, og disse karaktertræk har medvirket til hans fald. Efter hans død blussede den norske borgerkrig op igen.
Øystein levede i stadig strid med sine halvbrødre, indtil han blev dræbt af kong Inges mænd. Han blev begravet i Foss kirke i Båhuslen og senere dyrket som lokal helgen på de kanter. I levende live var han ikke højt anset. Der gik rygter om mirakler over hans grav, indtil hans fjender tømte suppe, kogt på hundekød, over graven.